# Gabriel Sîncrăian
Gabriel Sîncrăian (21 de dezembro de 1988) é um halterofilista romeno. 

## Carreira
Sîncrăian competiu no Jogos Olímpicos Rio 2016, na qual conquistou a medalha de bronze na categoria até 85 kg. No entanto foi desclassificado em 8 de dezembro de 2016 após o Tribunal Arbitral do Esporte anular todos os seus resultados por testar positivo no antidoping para testosterona exógena.